# Plougrescant
Plougrescant (en bretó Plougouskant) és un municipi francès, situat a la regió de Bretanya, al departament de Costes del Nord. L'any 2001 tenia 1.351 habitants.

## Demografia
| 1962                                       | 1968  | 1975  | 1982  | 1990  | 1999  |
| ------------------------------------------ | ----- | ----- | ----- | ----- | ----- |
| 1.735                                      | 1.644 | 1.557 | 1.556 | 1.471 | 1.402 |
| Des de 1962: població sense dobles comptes |       |       |       |       |       |

## Administració
| Període | Identitat       | Partit |
| ------- | --------------- | ------ |
| 2001-   | Roger Kerambrun |        |